# Mia Audina
Mia Audina Tjiptawan (Jakarta, 22 augustus 1979) is een in Indonesië geboren voormalig professioneel badmintonspeelster, die sinds 2000 voor Nederland uitkwam. In 1994 werd zij met de Indonesische nationale selectie wereldkampioen. In april 2004 veroverde zij als Nederlands staatsburger de Europese titel in het enkel- en het dubbelspel. Daarmee steeg zij naar de tweede plaats op de wereldranglijst voor het vrouwenenkelspel.
De rechtshandige Audina (161 cm) won tot en met juli 2004 in totaal negen Grand Prix-toernooien, waaronder in 2002 het Dutch Open. Bij de Spelen van Atlanta in 1996 won zij voor Indonesië de zilveren medaille; daarmee steeg haar roem in eigen land tot ongekende hoogte. Bij de Spelen van Sydney (2000) kwam zij voor Nederland uit, maar daar kon zij de hooggespannen verwachtingen niet waarmaken; ze verloor in de kwartfinale. De Olympische Spelen van Athene (2004) waren voor haar de derde op rij.

## Carrière
Audina begon al op zeer jonge leeftijd te badmintonnen. Op haar 11e speelde ze al op hoog niveau, maar haar ouders hielden uitbouw van haar carrière tegen tot ze de lagere school had afgemaakt. Daarna richtte zij zich onder leiding van haar vader geheel op het badminton en won enkele toernooien. Op haar dertiende werd Audina opgenomen in de nationale ploeg van Indonesië, waarmee zij de jongste speelster ooit werd die voor haar land mocht uitkomen. Een jaar later veroverde zij met de nationale ploeg de Über Cup, de 'Fed Cup' van het badminton. Door het beslissende punt te winnen werd zij volksheldin nummer 1 in haar land. Op haar zestiende werd ze tweede in het enkelspel bij de Olympische Spelen van Atlanta. Daarna stokte haar carrière enkele jaren; ze verpleegde haar zieke moeder tot die in 1999 overleed en werd niet meer geselecteerd voor de Indonesische ploeg.
Nog in 1999 trouwde zij met een Nederlander, de gospelzanger-evangelist Tylio Lobman. Zij verhuisde naar Nederland (Rotterdam) om er opnieuw met trainen te beginnen en wilde aanvankelijk voor Indonesië blijven uitkomen, maar die constructie zag de Indonesische bond niet zitten. Audina werd voor de keus gesteld: trainen en spelen in Indonesië of in Nederland. Audina vroeg de Nederlandse nationaliteit aan, die zij in 2000 verkreeg. Onderwijl sloot ze zich aan bij het Nederlandse VELO. In maart 2000 vernam zij dat zij Nederland mocht vertegenwoordigen bij de Spelen in Sydney. In 2002 won zij zilver op het EK badminton en in 2003 de bronzen plak op het WK badminton. In 2004 won zij goud bij de Europese Kampioenschappen in zowel het enkelspel als in de damesdubbel, samen met Lotte Bruil. Tijdens de Olympische Spelen 2004, in Athene, behaalde zij zilver.
Audina speelde in de nationale competitie bij landskampioen Conservatrix/VELO (Wateringen). Hiermee werd zij in 2000, 2004 en 2006 kampioen van Nederland. Tevens won zij met deze club in 2004 de nationale beker. Op 16 augustus 2006 maakte zij bekend per direct te stoppen met haar badmintonloopbaan om te gaan werken aan een maatschappelijke carrière. Bovendien wil zij haar man gaan ondersteunen bij zijn zangcarrière.
Op 23 april 2010 maakte Audina bekend dat ze na een afwezigheid van vier jaar haar rentree zou gaan maken. Daarbij gaf ze aan het vizier te richten op de Olympische Spelen van 2012 in Londen.

## Grote toernooien die Audina won (lijst onvolledig)
- Über Cup - 1994
- Zilveren medaille Olympische Spelen van Atlanta 1996
- Noonnoppi Korea Open
- Dutch Open - oktober 2002
- Chinese Taipeh Open - 4 november 2003
- Yonex Japan Open - 6 april 2004 (in een finale tegen de nummer één van de wereld, de Chinese Ruina Gong)
- EK vrouwenenkel - 20 april 2004
  - EK vrouwendubbel met Lotte Bruil - april 2004
- Zilveren medaille Olympische Spelen van Athene 2004
- Europees kampioen met het Nederlands vrouwenteam
- NK vrouwen enkelspel 2001 en 2006
- NK vrouwen dubbelspel 2003 (met Lotte Jonathans)